# Torneo de Estambul 2022
El Torneo de Estambul 2022 (también conocido como el TEB BNP Paribas Tennis Championship Istanbul por razones de patrocinio) fue un torneo de tenis jugado en tierra batida al aire libre. Se trató de la decimotercera edición del torneo de Estambul, y formó parte de los torneos de la WTA 250 del WTA Tour 2022. Se llevó a cabo en Estambul (Turquía) del 18 al 24 de abril de 2022.

## Distribución de puntos
| Modalidad           | Campeona | Finalista | Semifinales | Cuartos de final | 2ª ronda | 1ª ronda | Clasificadas | 2ª ronda de clasificación | 1ª ronda de clasificación |
| Individual femenino | 280      | 180       | 110         | 60               | 30       | 1        | 18           | 12                        | 1                         |
| Dobles femenino     | 280      | 180       | 110         | 60               | 1        | -        | -            | -                         | -                         |

## Cabezas de serie

### Individuales femenino
| Tenista              | Ranking | Preclasificada |
| Elise Mertens        | 23      | 1              |
| Sorana Cîrstea       | 24      | 2              |
| Veronika Kudermetova | 29      | 3              |
| Anhelina Kalínina    | 36      | 4              |
| Jil Teichmann        | 37      | 5              |
| Ajla Tomljanović     | 42      | 6              |
| Sara Sorribes        | 49      | 7              |
| Tereza Martincová    | 50      | 8              |

- Ranking del 11 de abril del 2022.[2]

### Dobles femenino
| Tenista                              | Ranking | Preclasificada |
| Kaitlyn Christian Lídziya Marózava   | 132     | 1              |
| Natela Dzalamidze Kamila Rajímova    | 133     | 2              |
| Katarzyna Piter Kimberley Zimmermann | 153     | 3              |
| Tereza Mihalíková Greet Minnen       | 161     | 4              |

## Campeonas

### Individual femenino
Anastasia Potapova venció a  Veronika Kudermétova por 6-3, 6-1

### Dobles femenino
Marie Bouzková /  Sara Sorribes vencieron a  Natela Dzalamidze
/  Kamila Rakhimova por 6-3, 6-4